# یولاندا گریفیت
یولاندا گریفیت (انگلیسی: Yolanda Griffith؛ زادهٔ ۱ مارس ۱۹۷۰) بازیکن بسکتبال اهل ایالات متحده آمریکا بود.
وی در مسابقات کشوری و بین‌المللی در مجموع برندهٔ ۲ مدال طلا شده‌است.